# Hambleton Hills

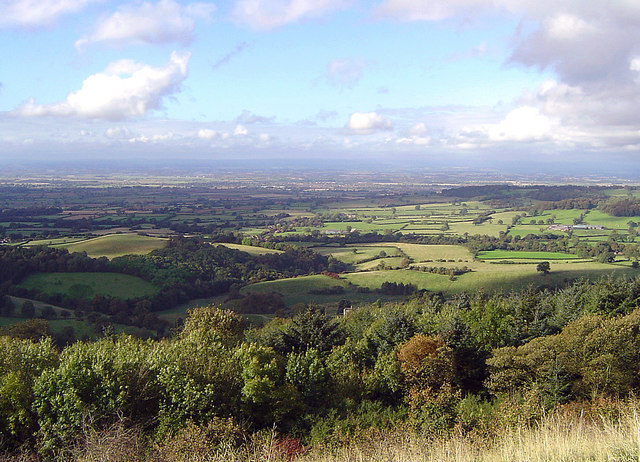
Hambleton Hills: Blick auf das Vale of Mowbray

Die Hambleton Hills sind eine Hügelkette in Yorkshire in Nordostengland. Die Kalksteinformationen bilden die südwestliche Grenze der North York Moors zum Vale of York und dem Vale of Mowbray. Im Gegensatz zum aus Sandstein bestehenden Hauptteil der Moors-Hochebene zeichnen sich die Hambleton Hills durch zahlreiche Steilhänge und dramatische Kliffs aus. Gegenüber den Ebenen von Vale of York and Vale of Mowbray wirken die mehrere hundert Meter hohen Steinvertikalen uneinnehmbar, von Aussichtspunkten wie Sutton Bank kann man bis zu 50 Kilometer in die Ferne sehen.
Der National Trail Cleveland Way verläuft hier entlang der Kliffränder. Die bekannteste davon ist Sutton Bank. Getrennt durch das Ryedale setzen sich die Hambleton Hills nach Norden in den Tabular Hills fort. In diese Richtung sind die Hänge wesentlich flacher. Höchster Punkt der Hills ist Black Hambleton mit knapp 400 Metern Höhe.